# East Pasadena
East Pasadena est une census-designated place située dans le comté de Los Angeles, en Californie.

## Géographie
Selon le Bureau du recensement des États-Unis, cette ville s'étend sur une surface de 3,4 km2.

## Démographie
D'après les données du recensement de 2000, cette ville possédait 6 045 personnes, 2 038 foyers, et 1 502 familles. La densité de population était de 1 768 habitants par km² (45 866 habitants par mi²). Il y avait 2 124 maisons pour une densité moyenne de 621,3 maisons par km² (1 611,6 par mi²). La répartition du type de population était de (les catégories énoncées ci-dessus sont celles définies par le Bureau du recensement des États-Unis) :
- 55,70 % de population blanche ;
- 35,24 % d'Hispaniques
- 20,03 % d'Asiatiques ;
- 2,55 % de population afro-américaine ;
- 0,79 % d'Amérindiens ;
- 0,05 % de population originaire d’îles pacifiques ;
- 14,43 % n'appartenant à aucun de ces types de population.

- 6,45 % de la population est métisse de deux types ou davantage.

Parmi les 2 038 foyers 34,6 % avaient un enfant de moins de 18 ans à charge, 58 % étaient des couples mariés, 10,7 % étaient tenus par une femme sans conjoint et 26,3 % n'étaient pas des familles. 21,3 % étaient des personnes seules et 7,6 % étaient occupés par une personne de 65 ans ou plus. Le nombre moyen de personnes par foyer était de 2,95 et la famille moyenne contenait 3,43 individus.
La pyramide des âges se répartit comme suit :
- 24,6 % de moins de 18 ans ;
- 8,4 % de 18 à 24 ans ;
- 29,6 % de 25 à 44 ans ;
- 23,8 % de 45 à 64 ans ;
- 13,6 % plus de 65 ans.

Il y avait 94,6 hommes pour 100 femmes. Pour 100 femmes de plus de 18 ans, il y avait 91,2 hommes.
Le revenu moyen annuel par foyer était 53 378 $, celui par famille de 61 531 $. Les hommes avaient un revenu moyen de 50 208 $ contre 35 104 $ pour les femmes. Le revenu par tête était de 34 548 $. Environ 6,1 % des familles et 9,4 % de la population se trouvait en dessous du seuil de pauvreté, dont 12,6 % est âgé de moins 18 ans et 4,0 % a 65 ans ou plus.